# Ilija Sivonjić
Ilija Sivonjić (ur. 13 stycznia 1987 w Zubovići) – chorwacki piłkarz występujący na pozycji napastnika. Od 2011 roku zawodnik HNK Rijeka.

## Kariera
Ilija Sivonjić urodził się na terenach dzisiejszej Bośni i Hercegowiny, lecz pierwsze piłkarskie kroki stawiał w Chorwacji. Jego pierwszym seniorskim klubem był Kamen Ingrad Velika. W I lidze zadebiutował 21 maja 2005 roku w meczu z NK Osijek. W 2007 roku przeszedł do Interu Zaprešić. W sumie, Sivonjić grał w tym klubie przez 1,5 roku. W 2008 roku został zawodnikiem Dinama Zagrzeb. Z powodu małych szans na grę w pierwszym składzie, na początku 2010 roku został wypożyczony do swojego byłego klubu, Interu. Następnie ponownie został wypożyczony, tym razem do Lokomotivy Zagrzeb. W 2011 roku odszedł do HNK Rijeka.
| Sezon     | Klub                  | Liga      | Mecze | Gole |
| --------- | --------------------- | --------- | ----- | ---- |
| 2004/2005 | NK Kamen Ingrad       | Prva HNL  | 1     | 0    |
| 2005/2006 | NK Kamen Ingrad       | Prva HNL  | 18    | 2    |
| 2006/2007 | NK Kamen Ingrad       | Prva HNL  | 28    | 7    |
| 2007/2008 | NK Kamen Ingrad       | Druga HNL | 2     | 0    |
| 2007/2008 | Inter Zaprešić        | Prva HNL  | 21    | 4    |
| 2008/2009 | Inter Zaprešić        | Prva HNL  | 17    | 8    |
| 2008/2009 | Dinamo Zagrzeb        | Prva HNL  | 14    | 3    |
| 2009/2010 | Dinamo Zagrzeb        | Prva HNL  | 11    | 6    |
| 2009/2010 | Inter Zaprešić        | Prva HNL  | 11    | 2    |
| 2010/2011 | Dinamo Zagrzeb        | Prva HNL  | 4     | 0    |
| 2010/2011 | NK Lokomotiva Zagrzeb | Prva HNL  | 6     | 0    |
| 2011/2012 | HNK Rijeka            | Prva HNL  |       |      |

## Sukcesy
- Mistrzostwo Chorwacji (1): 2009
- Puchar Chorwacji (1): 2009

1. ↑  Ilija Sivonjic, [w:] baza Transfermarkt (zawodnicy–transfery) [dostęp 2020-11-30].
2. ↑  HNL-statistika.com.